# Product information management
Product information management system (PIM-система) — система для централизованного управления большими массивами данных о товарах.
Среди этих данных могут быть: маркетинговая информация, техническое описание, фотографии, информация о производителе, продажах и т. д.
PIM-система позволяет выгружать информацию о товаре в другие системы, которые входят в информационную инфраструктуру компании, и на различные каналы продаж: интернет-магазины, маркетплейсы, точки продаж, витрины, сайты партнёров, печатные каталоги и др.

## Возможности PIM-системы
- Контроль полноты данных о товаре. Интерфейс PIM-системы наглядно демонстрирует, какие поля информации о товаре заполнены, а какие — нет. Можно задать правила для карточек товаров, присвоив определённым полям статус обязательных, и таким образом избежать проблем с выгрузкой карточек товаров на каналы продаж.
- Импорт и экспорт данных. PIM-система позволяет выгружать и загружать данные из разных источников, создавать правила выгрузки и загрузки, управлять работой с поставщиком товара или подрядчиком по предоставлению контента централизованно.
- Поддержка многоязычности, конвертация атрибутов. Функционал системы предоставляет простые инструменты для перевода информации с одного языка на другой, а также автоматические правила по конвертации валют и единиц измерения.
- Классификация в разрезе разных источников. PIM-система полезна в условиях разнообразия платформ. Товары на разных площадках совпадают или пересекаются, но при этом под каждую площадку нужно отдельно настраивать аналитику, ремаркетинг и техническую информацию.
- Безопасность и история внесения данных. Одним из преимуществ PIM-системы является возможность просмотра автора изменений и возврата к любой точке истории внесения информации.

## Когда нужна PIM-система?
Интеграция PIM-системы становится актуальной:
- когда существует более 5000 наименований (SKU), а требования к продуктовому контенту ужесточаются;
- когда необходимо регулярное обновление информации о товарах и некоторые позиции являются сезонными;
- когда есть несколько каналов продаж и нужно учитывать особенности разных площадок, поддерживать несколько языков и валют, получать отдельную аналитику по каждому сегменту.

PIM-система необходима маркетплейсам, оптовым продавцам, производителям, работающим с десятками, сотнями контрагентов, у каждого из которых существуют собственные правила заполнения информации о товарах. PIM-система позволяет унифицировать структуру данных, описания и названия атрибутов в соответствии с правилами каждой площадки.

## Как PIM-система влияет на эффективность e-commerce?
PIM-система оптимизирует информационную инфраструктуру компании: сокращает время выполнения однообразных рутинных задач по вводу и исправлению информации для разных каналов, сводит к минимуму количество ошибок в карточках товаров. Например, автоматизируется ручной ввод списка поставщиков, алгоритмизируются определённые ритейлером правила и требования для допуска товара к продаже.
Помимо явных преимуществ с точки зрения оптимизации процессов, PIM-система обеспечивает более точное определение позиций для ремаркетинга, в результате чего повышается конверсия.
PIM-система помогает улучшить организацию и структуру вашего сайта, облегчить поисковым системам сканирование и индексацию страниц. Это положительно сказывается на SEO и поведенческих факторах сайта.
По данным MarketsandMarkets, категория PIM будет расти среднегодовыми темпами в 25,3 % до 15,8 млрд долларов США к 2021 году.
По оценке Джорджи Абрахама, автора книги «Управление данными о товарах. Теория и практика», и данным Goodmasters, если в компании нет PIM-системы, то на сбор и обновление данных о каждом SKU тратится примерно 25 минут в год. Это 20 часов работы на каждые 10 000 SKU. А автоматизация помогает сократить это время до 4 минут.